# Kramssee
Der Kramssee ist ein See im Westen des Stadtgebietes von Neustrelitz im Landkreis Mecklenburgische Seenplatte in Mecklenburg-Vorpommern. Der See grenzt an die Gemeindegebiete Userin und Mirow. Der See ist wenig gegliedert und fast kreisrund mit 1400 Meter Länge und bis zu 1350 Meter Breite. Das Seeufer ist komplett bewaldet, die Nord-, Süd- und Ostufer sind sumpfig, während das Westufer recht hügelig ist. Die Anhöhen erreichen dort bis zu 89,3 m ü. HN. Am Ostufer befindet sich eine kleine Insel.
Der See liegt im Müritz-Nationalpark.